# Kloster Moštanica

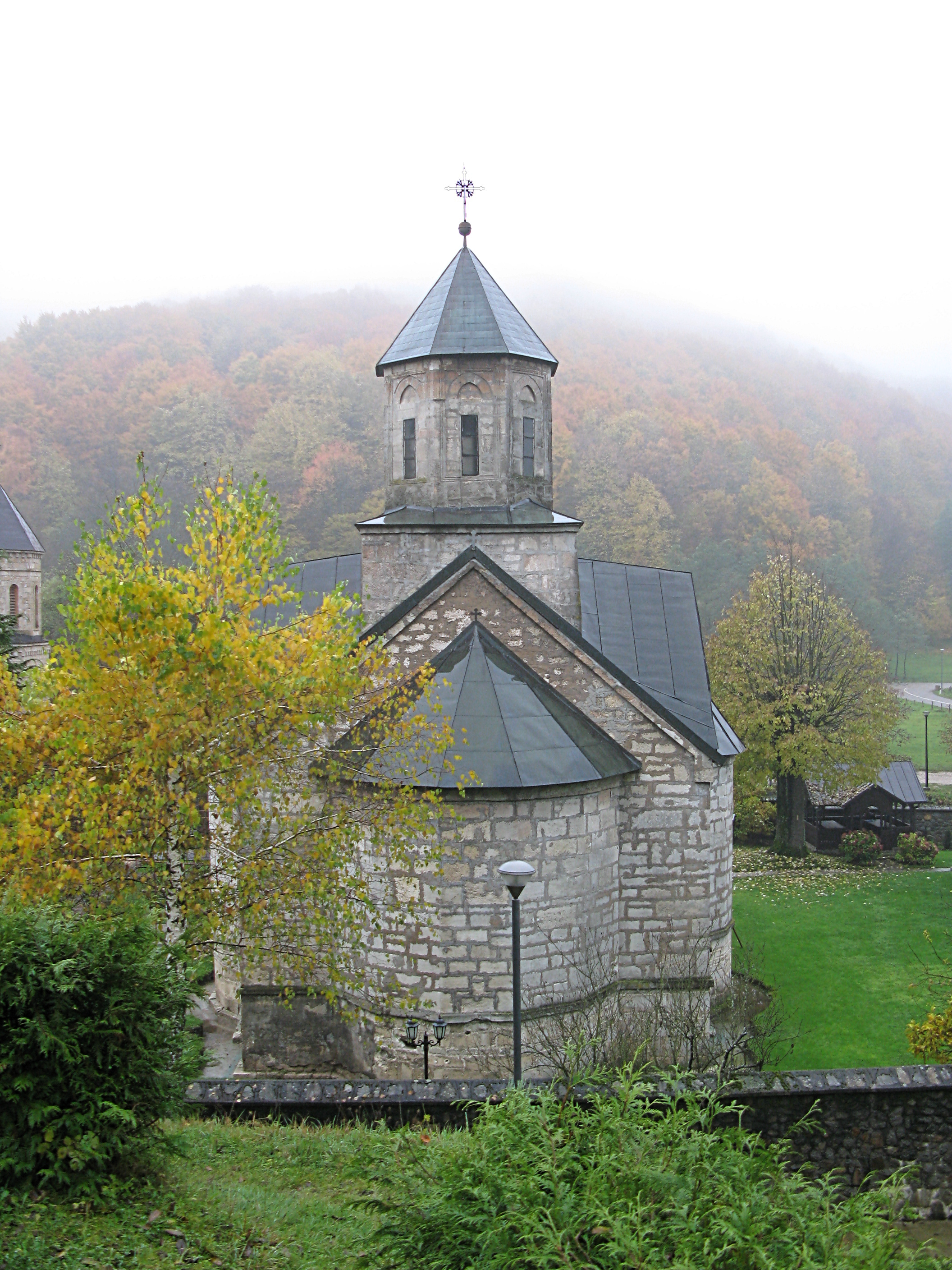
Kloster Moštanica

Das Kloster Moštanica ist ein Kloster der serbisch-orthodoxen Kirche. Es ist eines der größten serbischen Klöster in Bosnien. 
Es befindet sich 202 m über dem Meeresspiegel im Tal des Flusses Moštanica, an den nördlichen Hängen des Kozara. Der Ort Kozarska Dubica ist 12 km in nördlicher Richtung entfernt.